# Luigi Cecchini
Luigi Cecchini (1944) is een Italiaanse sportarts die voornamelijk in het wielrennen actief is, maar zich niet nadrukkelijk in de kijker werkt. Hij staat bekend om z'n uitstekende trainingschema's, en het gebruik van de gesofistikeerde SRM-fietscomputer. Daarnaast wordt hij echter ook vaak genoemd in het kader van de dopingproblematiek in de sport. Hij was een collega van Michele Ferrari, die op zijn beurt leerling was van professor Francesco Conconi. Het drietal zou streven naar de uiterste grenzen van het menselijk vermogen, en daartoe op zichzelf experimenten uitvoeren. Zo ging Cecchini vaak samen fietsen met de wielrenners die hij onder begeleiding heeft.
In de Operacion Puerto-affaire die de Ronde van Frankrijk van 2006 tekende, zou hij de Italiaanse tussenpersoon zijn van dr. Eufemiano Fuentes. Eén patiënt van dr. Fuentes kreeg de codenaam Clasicomano (Luigi), waarschijnlijk een voorjaarsrenner die bij Luigi Cecchini in behandeling is. Dit blijkt later Thomas Dekker te zijn. Vooral ronderenners lijken echter van zijn diensten gebruikgemaakt te hebben, onder wie Michele Scarponi en Ivan Basso.

## Wielrenners
Cecchini is vooral bekend omwille van zijn activiteit in het wielrennen. Volgende lijst bevat de namen van renners voor wie Luigi Cecchini als arts optrad, met een aparte lijst voor de reeds bestrafte dopingzondaars. Er zijn geen bewijzen voor een link tussen de veroordeling voor dopinggebruik en een connectie met dr. Cecchini.

### Patiënten
- Michele Bartoli
- Paolo Bettini, Olympisch kampioen op de weg 2004, wereldkampioen in 2006 en 2007
- Fabian Cancellara
- Angel Casero, winnaar Ronde van Spanje 2001
- Mario Cipollini, wereldkampioen 2002
- Damiano Cunego, winnaar Ronde van Italië 2004
- Juan Antonio Flecha
- Linus Gerdemann
- Kim Kirchen
- Andrea Tafi
- Gianni Bugno, winnaar Ronde van Italië 1990, wereldkampioen in 1991 en 1992
- Maximilian Sciandri
- Rolf Sörensen

#### Dopingzondaars
- Ivan Basso (Operación Puerto)
- Francesco Casagrande
- Thomas Dekker, winnaar Tirreno-Adriatico 2006, Ronde van Romandië 2007
- Tyler Hamilton
- Jörg Jaksche (Operación Puerto)
- David Millar
- Alessandro Petacchi
- Pascal Richard (Festina-affaire)
- Bjarne Riis
- Michele Scarponi (Operación Puerto)
- Jan Ullrich (Operación Puerto)